# Prune Nourry
Pour les articles homonymes, voir Nourry.
Prune Nourry, née le 30 janvier 1985 à Paris, est une artiste plasticienne multidisciplinaire française. Elle vit et travaille à New York depuis 2011.

## Biographie
Diplômée en sculpture sur bois, en 2006 de l’École Boulle à Paris, Prune Nourry explore les thématiques liées à la bioéthique à travers un travail d'installation, de sculpture, de photographie, de vidéo ou de performance artistique.   
Son expérience se concentre plus particulièrement sur la redéfinition du sujet et la sélection de l’enfant par la science, soulignant ainsi le rôle ambigu des nouvelles techniques de procréation assistée. En 2007,  elle présente ses sculptures Bébés Domestiques des nourrissons en silicone ou résine tenus en laisse comme s'il s'agissait d'un animal domestique.  

En 2011, elle présente Spermbar à New York. Les personnes sont invitées à choisir dans un food truck transformé en banque centrale du sperme , la couleur de la peau, religion, talent, etc. Prune Nourry met l'accent sur l'industrie de la reproduction aux États-Unis.  
En 2016, atteinte d'un cancer du sein, elle se concentre sur son corps malade et sa reconstruction. Sa paratique devient catharsis.       
En 2025, elle travaille sur des sculptures en terre, pour la nouvelle station de la ligne 14, Saint-Denis Pleyel. 108 sculptures de femmes à taille humaine, seront installées à 27 mètres de hauteur.  
Elle est représentée par la Galerie Daniel Templon.  

## Expositions
- Le Dîner Procréatif, performance et exposition solo, l’Espace « R », Genève, 2000
- Le Dîner Procréatif, performance, the Laboratory Studio, Paris, 2000
- Gimme More, exposition collective, Elaine Levy Gallery, Bruxelles, 2000

- Les Bébés Domestiques, Installation, Max Lang Gallery, New York, USA, 2007[6]
- Adoption Day #1, performance, en collaboration avec Jaguar Shoes Gallery, Londres, 2007
- L’animalerie, installation, Quai de la Mégisserie, Paris, 2007

- Adoption Day #2, performance en collaboration avec Elaine Levy Gallery, Bruxelles, 2007
- Holy Daughters, Performance, New Delhi, Inde[7],[6], 2010
- Spermbar, installation et performance sur la 5e Ave, dirigée par le French Institute Alliance Française (FIAF) pour Crossing the Line Festival, New York, USA.
- Holy Daughters, projection video, Centre Pompidou, Paris, 2011

- Terracotta Daughters, Exposition Solo, Magda Danysz Gallery, Shanghai, Chine, 2013[8],[9],[10],[11].

- Genesis, Exposition Solo, Casino Venier, Venise, 2013
- At Home, Exposition Collective, Contemporary Art Center, Malaga, 2013

- Imbalance, Rio Grande 179A Grand St. Chinatown, NYC, 2014
- Le Diner Archéologique, Performance en collaboration avec Chef Michelin Jean Francois Piège, Le Centquatre, Paris, 2014

- Anima, Exposition Collective, The Invisible Dog Art Center, Brooklyn, NY, 3 mars - 15 avril 2016
- Imbalance, Exposition Solo, Galerie Magda Danysz, Paris, 15 octobre - 27 novembre 2016[12]

- Holy, Carte Blanche à Prune Nourry, Musée Guimet, Paris, 2017
- Contemporary Archeology, Galerie Daniel Templon, Bruxelles, Belgique, 12 janvier - 4 mars 2017[13]

- The Amazon, Standard Plaza Hotel, New York, 2018
- La destruction n’est pas une fin en soi, Les Rencontres Photographiques d’Arles, Les Magasins Electriques, Arles, 2018

- Catharsis, Galerie Templon, Paris, France, 2019
- Daughters, Château Malromé, Saint-André-du-Bois, France, 2019

- Amazone Érogène, Le Bon Marché, Paris, France[14],[15],[16], 2021
- Vénus, Galerie Templon,  2025

## Distinctions
- Commandeur de l'ordre des Arts et des Lettres Elle est promue au grade de commandeur par l’arrêté du 8 mars 2018[17].